# Nyodene D
Nyodene D war ein von 2008 bis 2016 aktives Death-Industrial-Projekt.

## Hintergrund und Geschichte
Nyodene D wurde 2008 als Dark-Ambient-Projekt vom Aaron Vilk, als Vehikel zur Sozial- und Gesellschaftskritik initiiert. Die Kritik sollte die Gesellschafts- und Sozialisationsinstanzen Familie, Regierung, Bildung, Religion und Medien infrage stellen, weil sie für Vilk die „Unterdrückung und Entrechtung“ der Menschen „aufgrund von Rasse, Klasse und Geschlecht fördern“.

„Nyodene D advocates resistance to cultural excess, mindless complacency and obedience and a healthy suspicion of those in power in the spheres of politics, religion and the media.“

„Nyodene D plädiert für Widerstand gegen kulturelle Exzesse, geistlose Selbstgefälligkeit und Gehorsam und ein gesundes Misstrauen gegenüber den Machthabern in Politik, Religion und Medien.“

Der Bandname ist dem Roman Weißes Rauschen von Don DeLillo entlehnt und bezeichnet in der Geschichte einen fiktiven Gift- und Flüssigsprengstoff, der als Abfallprodukt der Herstellung von Insektiziden mehrere Katastrophen verursacht. Das Debüt des Projektes Hate. Fear. Disgust. Hurt. erschien im Jahr 2009 über Fusty Cunt. In den Jahren danach änderte Vilk zunehmend den Stil des Projektes, trat mit Nyodene D auf nationaler Ebene mehrfach auf, beteiligte sich an Festivals und etablierte sich über den Karriereverlauf als „einer von Amerikas führenden Akteure im Bereich Death Industrial und Power Electronics“. Den Angaben der Bandcamp-Seite des Projektes folgend endete der Aktivitätszeitraum von Nyodene D 2016.
Das 2012 über Malignant Records veröffentlichte Edenfall erlangte die größte internationale Aufmerksamkeit und wurde durchgehend positiv rezipiert. Gegenüber Every Knee Shall Bow, das „sich mithilfe hinduistischer Motive mit der atomaren Apokalypse auseinandersetzte“, nutzte Edenfall ein Motiv der „Endzeit in der Heimat und thematisiert das Schicksal der Anasazi, der antiken Pueblo-Indianer, beziehungsweise generell den Verlust von Heimat als die Vertreibung aus Eden“. Das Ergebnis wurde als „fantastisch“ und „ein weiteres starkes Album für das reichhaltige Portfolio“ des Labels, dem es gelinge, im Death Industrial ganz für sich allein zu stehen.

## Stil
Die Musik des Projektes wird dem Death Industrial zugerechnet. Dabei fange Nyodene D die Essenz einer „wahren Old-School-Ästhetik ein“, überführe sie jedoch in eine neue „Intensität und Körperlichkeit“. Allerdings entwickelte sich der Stil des Projektes anhaltend fort. Anfänglich als Dark Ambient konzipiert, ging Nyodene D in eine „ziemlich chaotische Symbiose aus rauem Black Metal und Noise“ auf True Appalachian Black Noise, einer Demoaufnahme aus dem Jahr 2008, über und von da zu einem fortwährend an Struktur zunehmenden Death Industrial, der Dark-Ambient- und Power-Electronics-Elemente kombinierte.
Wie im Death Industrial typisch sei die Musik zu strukturiert für Noise und „zu schön für Power Electronics. […] Lange Stücke, verzerrte Trauergesänge, etwas melodische Sensibilität und ein Hang zu analogen Lärm-Erzeugern und ungewöhnliche Instrumenten“. So arrangiert die Musik Schichten aus Lärm mit Lautstärke und Klarheit, während eine „Vielzahl der Geräuschelemente und -schichten deutlich hörbar und einzeln wahrnehmbar“ bleibt.

## Diskografie (Auswahl)
- 2009: Hate. Fear. Disgust. Hurt. (Album, Fusty Cunt)
- 2009: Dedicated To Jeffrey Lundgren (Single, Everyone Else Has a Record Label So Why Can’t I?)
- 2009: Snow Falling, Sparrows Overhead (EP, A Soundesign Recording)
- 2009: Pig (Album, Grundale Records)
- 2010: God and Country (Album, Danvers State Recordings)
- 2010: The Hooks that Snare the Wolf (Album, Dream Root Recordings)
- 2010: I Have No Mouth, Yet I Must Scream (Album, Obscurex)
- 2010: Pogrom (Album, Phage Tapes)
- 2010: Kirkebrennen (Split-Album mit Murderous Vision, Phage Tapes)
- 2011: Caged Dog / Common Criminal (Single, Phage Tapes)
- 2011: Every Knee Shall Bow (Album, Assembly of Hatred)
- 2012: Edenfall (Album, Malignant Records)
- 2012: Industrial - Historical Document One: Tuskegee Syphilis Study (3MC-Split mit Breaking the Will und Steel Hook Prostheses, New Forces)
- 2013: Atop Masada (Album, Nil By Mouth Recordings)
- 2014: Wolves of Heaven / Nyodene D (Split-Album mit Wolves of Heaven, Survivalist)
- 2014: Mouths that Reap the Harvest (Album, Urashima)
- 2015: Witness to the Flood (Album, Chondritic Sound)